# Karanovac (Varvarin)
Karanovac (Servisch: Карановац) is een plaats in de Servische gemeente Varvarin. De plaats telt 409 inwoners (2002).